# Аббон Горбатый
Аббон Горбатый, или Аббон Сгорбленный, он же Аббон Сен-Жерменский (фр. Abbon le Courbe, лат. Abbo Cernuus, Abbo Sancti Germani a Pratis; около 850 — 9 марта 923) — франкский церковный писатель, хронист и поэт, монах-бенедиктинец из парижского аббатства Сен-Жермен-де-Пре. Автор исторической поэмы «Об осаде города Парижа», в которой описывается оборона Парижа от датских викингов в 885—886 годах.

## Биография
Родился около 850 года, скорее всего, в нормандской части Нейстрийской марки. В юности постригся в монастыре Сен-Жермен-де-Пре, где учился у известного агиографа Эмуана Сен-Жерменского (ум. 889), и где в 897 году служил диаконом, прославившись своими учёностью и красноречием. В хартии, датированной 25 февраля 914 или 919 года, Аббон фигурирует в качестве надзирателя странноприимного дома Сен-Жерменского аббатства (лат. xenodochii custos monasterii), где он 9 марта 923 года, вероятно, и скончался.

## Сочинения
Его историческая поэма «Об осаде города Парижа» (лат. De bellis Parisiacae urbis) была написана около 890 года в трёх книгах, первая из которых включает 660, вторая — 618 и третья — 115 стихов латинским дактилическим гекзаметром. Она предваряется прозаическим посланием учёному монаху Гозлину, а также обращением в 22 стихах дактилем к покойному учителю Эмуану. В течение нескольких последующих лет Аббон перерабатывал свой труд, завершив его окончательную редакцию около 897 года.
Две первые книги поэмы охватывают период от прибытия норманнов под стены Парижа в ноябре 885 года до осени 896 года; третья же содержит, главным образом, нравственные размышления, обильно перемежаемые цитатами из церковных текстов и разбавленные греческими глоссами, и потому не имеет исторической ценности. Описанию осады посвящена вся первая книга и вторая вплоть до 451 стиха, посвящённого восхождению на престол графа Эда Парижского (888—898). Являясь очевидцем описываемых событий, Аббон приписывает спасение города чудодейственным мощам святых, но сообщает ряд многие подробностей, имеющих историческую ценность. Его рассказ довольно точен и не противоречит данным «Ведастинских анналов». Вместе с тем, ряд указаний Аббона, например, о численности войска данов, которое он определяет в 40 000 чел. на 700 кораблях, не вызывает доверия у современных исследователей.
Не выражая определённых политических пристрастий, Аббон прославляет в первых книгах поэмы Эда Парижского, называя его «будущим королём» (лат. rex futurus), выводя при этом в положительном свете и его преемника Карла III Простоватого (898—922), которого на византийский лад именует «императором франков» (лат. basileus francorum). Начиная с 452-го стиха второй книги изложение событий в поэме становится более путаным и менее строгим хронологически, а деятельность Эда, включая поход в Аквитанию (893) и борьбу с Карлом, описывается уже более сдержанно, в итоге вовсе завершаясь упрёками в его адрес.
Несмотря на несовершенство языка, поэма Аббона получила успех у современников и потомков, главным образом, благодаря своим дидактическим песням, неоднократно цитировавшимся и сохранившимся во множестве отрывков и цитат, в том числе, произведениях епископа Радбода Утрехтского. Тем не менее, она сохранилась в единственной полной рукописи из собрания Национальной библиотеки Франции (MS lat. 1633), которая не является автографической, но определённо переписана в начале X века, ещё при жизни автора. Именно по ней она впервые была напечатана в 1588 году парижским историком и правоведом Пьером Питу, вероятно, обнаружившим манускрипт в аббатстве Сен-Жермен-де-Пре.
В 1619 году поэму переиздал с сокращениями в сборнике «Historiae Normanorum scriptores antiqui» королевский историограф Андре Дюшен, а в 1753 году — учёный монах-маврист Туссен Дюплесси в «Nouvelles annales de Paris». В 1824 году историк-медиевист Франсуа Гизо поместил её французский перевод в «Collection des documents relative à l’histoire de France». В 1829 году немецкий историк Г. Г. Пертц подготовил первое полное оригинальное издание поэмы, выпущенное в Ганновере во втором томе «Monumenta Germaniae Historica» (Scriptores, с. 776—805), переизданное в 1844 году аббатом Жаком Полем Минем в 132 томе «Patrologia Latina». В 1942 году поэма была перепечатана в оккупированном гитлеровскими войсками Париже.
Также Аббон Горбатый по просьбам епископов Фротария II Пуатевинского и Фулрада Парижского написал пять проповедей: четыре из них посвящены литургии Великого четверга, а одна — основанию и начальному этапу истории христианства. Впервые они были опубликованы в середине XVII века монахом-мавристом из Сен-Жермен-де-Пре Люком Ашери в «Spicilegium sive collectio veterum aliquot scriplorum qui in Galliae bibliothecis», а спустя два века переизданы вышеназванным Минем.